# Psilopa
Psilopa är ett släkte av tvåvingar. Psilopa ingår i familjen vattenflugor.

## Bildgalleri

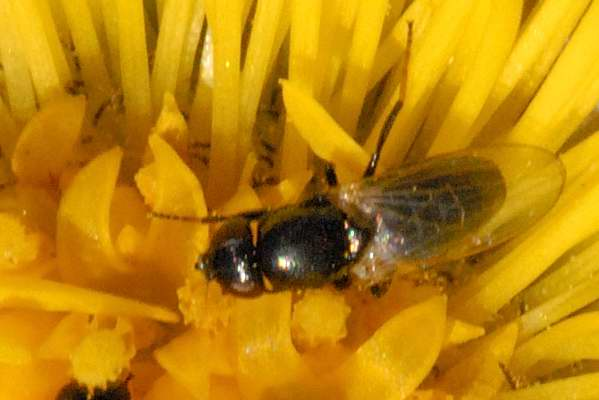

## Dottertaxa tillPsilopa, i alfabetisk ordning[1][2]
- Psilopa aeneonigra
- Psilopa aequalipes
- Psilopa aethiopiae
- Psilopa africana
- Psilopa angola
- Psilopa antennata
- Psilopa apicalis
- Psilopa atlantica
- Psilopa bornholmi
- Psilopa clara
- Psilopa composita
- Psilopa compta
- Psilopa confentei
- Psilopa desmata
- Psilopa dupla
- Psilopa elsa
- Psilopa fannya
- Psilopa fisseli
- Psilopa flavescens
- Psilopa flaviantennalis
- Psilopa flavida
- Psilopa flavimanus
- Psilopa fratella
- Psilopa gigantea
- Psilopa girschneri
- Psilopa gracilis
- Psilopa grisescens
- Psilopa iceryae
- Psilopa insolita
- Psilopa irregularis
- Psilopa leucostoma
- Psilopa loewi
- Psilopa mackiei
- Psilopa marginella
- Psilopa martima
- Psilopa meneghinii
- Psilopa mentita
- Psilopa metallica
- Psilopa nana
- Psilopa nervimaculata
- Psilopa nigricornis
- Psilopa nigrifacies
- Psilopa nigrina
- Psilopa nigritella
- Psilopa nigrithorax
- Psilopa nilotica
- Psilopa nitidifacies
- Psilopa nitidissima
- Psilopa nitidula
- Psilopa obscuripes
- Psilopa ovaliformis
- Psilopa pappi
- Psilopa pectinata
- Psilopa polita
- Psilopa pulchripes
- Psilopa pulicaria
- Psilopa punica
- Psilopa quadratula
- Psilopa radiolata
- Psilopa roederi
- Psilopa rufibasis
- Psilopa rufipes
- Psilopa rufithorax
- Psilopa rutilans
- Psilopa senegalensis
- Psilopa sinensis
- Psilopa singaporensis
- Psilopa thora
- Psilopa tonsa
- Psilopa urbana
- Psilopa victoria
- Psilopa violacea